# Rapakkolompolo
Rapakkolompolo är en sjö i Kiruna kommun i Lappland och ingår i Torneälvens huvudavrinningsområde. Sjön har en area på 0,175 kvadratkilometer och ligger 361 meter över havet. Rapakkolompolo ligger i Torneträsk-Soppero fjällurskog Natura 2000-område.

## Delavrinningsområde
Rapakkolompolo ingår i det delavrinningsområde (758190-167266) som SMHI kallar för Utloppet av Kattujärvi. Medelhöjden är 384 meter över havet och ytan är 20,97 kvadratkilometer. Det finns inga avrinningsområden uppströms utan avrinningsområdet är högsta punkten. Kattujåkka som avvattnar avrinningsområdet har biflödesordning 3, vilket innebär att vattnet flödar genom totalt 3 vattendrag innan det når havet efter 461 kilometer. Avrinningsområdet består mestadels av skog (74 procent) och sankmarker (16 procent). Avrinningsområdet har 2,06 kvadratkilometer vattenytor vilket ger det en sjöprocent på 9,8 procent.